# Ryane Clowe
Ryane Clowe (né le 30 septembre 1982 à Fermeuse, province de Terre-Neuve-et-Labrador) est un joueur professionnel canadien de hockey sur glace.

## Carrière
Ryane Clowe a joué trois saisons dans la Ligue de hockey junior majeur du Québec (LHJMQ). À sa dernière saison dans la ligue, en 2002-2003, il termine la saison ainsi que sa carrière junior avec le Rocket de Montréal. Il s'agit de la dernière saison du Rocket à Montréal avant de déménager à l'Île-du-Prince-Édouard.
Au terme de sa première saison dans la LHJMQ, Clowe est réclamé par les Sharks de San José au 175e rang de la sixième ronde du repêchage d'entrée de 2001 dans la Ligue nationale de hockey. En 2003, il fait ses débuts professionnels avec les Barons de Cleveland, équipe affiliée aux Sharks dans la Ligue américaine de hockey. Il est le meilleur buteur (27), passeur (35) et pointeur (62) des Barons en 2004-2005. La saison suivante, il fait ses débuts avec les Sharks en jouant 18 parties.
En 2006-2007, Clowe joue plus de matchs que la saison passée avec les Sharks en jouant 58 matchs pour 34 points. Il n'est limité qu'à 15 matchs la saison suivante à cause d'une blessure au genou.
Le 2 avril 2013, il est échangé aux Rangers de New York en retour d'un choix de deuxième ronde en 2013, d'un choix de troisième ronde des Panthers de la Floride en 2013 et un choix conditionnel de deuxième ronde en 2014 si Clowe signe une prolongation de contrat avec les Rangers.
Après sa carrière de joueur, il devient entraineur adjoint des Devils du New Jersey en prévision de la saison 2016-2017. En 2018, il est nommé pour être le premier entraineur-chef des Growlers de Terre-Neuve.

## Statistiques
| Saison     | Équipe                           | Ligue      |     | Saison régulière | Saison régulière | Saison régulière | Saison régulière | Saison régulière |    | Séries éliminatoires | Séries éliminatoires | Séries éliminatoires | Séries éliminatoires | Séries éliminatoires |
| Saison     | Équipe                           | Ligue      | PJ  | B                | A                | Pts              | Pun              | PJ               | B  | A                    | Pts                  | Pun                  |                      |                      |
| 1999-2000  | Maple Leafs de Saint-Jean Midget | NFAHA      |     |                  |                  |                  |                  |                  |    |                      |                      |                      |                      |                      |
| 2000-2001  | Océanic de Rimouski              | LHJMQ      | 32  | 15               | 10               | 25               | 43               | 11               | 8  | 1                    | 9                    | 12                   |                      |                      |
| 2001-2002  | Océanic de Rimouski              | LHJMQ      | 53  | 28               | 45               | 73               | 120              | 7                | 1  | 6                    | 7                    | 2                    |                      |                      |
| 2002-2003  | Océanic de Rimouski              | LHJMQ      | 17  | 8                | 19               | 27               | 44               | -                | -  | -                    | -                    | -                    |                      |                      |
| 2002-2003  | Rocket de Montréal               | LHJMQ      | 43  | 18               | 30               | 48               | 60               | 7                | 3  | 7                    | 10                   | 6                    |                      |                      |
| 2003-2004  | Barons de Cleveland              | LAH        | 72  | 11               | 29               | 40               | 97               | 8                | 3  | 1                    | 4                    | 9                    |                      |                      |
| 2004-2005  | Barons de Cleveland              | LAH        | 74  | 27               | 35               | 62               | 101              | -                | -  | -                    | -                    | -                    |                      |                      |
| 2005-2006  | Sharks de San José               | LNH        | 18  | 0                | 2                | 2                | 9                | 1                | 0  | 0                    | 0                    | 0                    |                      |                      |
| 2005-2006  | Barons de Cleveland              | LAH        | 35  | 13               | 21               | 34               | 35               | -                | -  | -                    | -                    | -                    |                      |                      |
| 2006-2007  | Sharks de San José               | LNH        | 58  | 16               | 18               | 34               | 78               | 11               | 4  | 2                    | 6                    | 17                   |                      |                      |
| 2007-2008  | Sharks de San José               | LNH        | 15  | 3                | 5                | 8                | 22               | 13               | 5  | 4                    | 9                    | 12                   |                      |                      |
| 2008-2009  | Sharks de San José               | LNH        | 71  | 22               | 30               | 52               | 51               | 6                | 1  | 1                    | 2                    | 8                    |                      |                      |
| 2009-2010  | Sharks de San José               | LNH        | 82  | 19               | 38               | 57               | 131              | 15               | 2  | 8                    | 10                   | 28                   |                      |                      |
| 2010-2011  | Sharks de San José               | LNH        | 75  | 24               | 38               | 62               | 100              | 17               | 6  | 9                    | 15                   | 32                   |                      |                      |
| 2011-2012  | Sharks de San José               | LNH        | 76  | 17               | 28               | 45               | 97               | 5                | 0  | 3                    | 3                    | 0                    |                      |                      |
| 2012-2013  | Sharks de San José               | LNH        | 28  | 0                | 11               | 11               | 79               | -                | -  | -                    | -                    | -                    |                      |                      |
| 2012-2013  | Rangers de New York              | LNH        | 12  | 3                | 5                | 8                | 14               | 2                | 0  | 1                    | 1                    | 0                    |                      |                      |
| 2013-2014  | Devils du New Jersey             | LNH        | 43  | 7                | 19               | 26               | 33               | -                | -  | -                    | -                    | -                    |                      |                      |
| 2014-2015  | Devils du New Jersey             | LNH        | 13  | 1                | 3                | 4                | 4                | -                | -  | -                    | -                    | -                    |                      |                      |
| 2015-2016  | Devils du New Jersey             | LNH        | 0   | 0                | 0                | 0                | 0                | -                | -  | -                    | -                    | -                    |                      |                      |
| 2016-2017  | Devils du New Jersey             | LNH        | 0   | 0                | 0                | 0                | 0                | -                | -  | -                    | -                    | -                    |                      |                      |
| 2017-2018  | Devils du New Jersey             | LNH        | 0   | 0                | 0                | 0                | 0                | -                | -  | -                    | -                    | -                    |                      |                      |
| Totaux LNH | Totaux LNH                       | Totaux LNH | 491 | 112              | 197              | 309              | 618              | 70               | 18 | 28                   | 46                   | 97                   |                      |                      |